# Osman Efiendijew
Osman Sulejmanowicz Efiendijew (ros. Осман Сулейманович Эфендиев; ur. 14 kwietnia 1963) – radziecki zapaśnik startujący w stylu wolnym.
Wicemistrz świata w 1982. Brązowy medalista mistrzostw Europy w 1982. Drugi w Pucharze Świata w 1982. Mistrz świata juniorów w 1981 roku.
Mistrz ZSRR w 1989; drugi w 1981 i 1983, a trzeci w 1984 roku.